# Roman Orłowski
Roman Orłowski (Bódiachiv, 29 de diciembre de 1915 - Varsovia, 17 de diciembre de 1986), nacido Roman Grosser Hojzer, fue un militar y activista comunista judeo-polaco que llegó a ser teniente coronel de la Milicja Obywatelska.

## Biografía
Procedente de una familia judía, participó en las Brigadas Internacionales del bando republicano de la guerra civil española con el apodo Orlov. Del 24 de enero al 9 de febrero de 1939 fue comisario político de la XIII Brigada Internacional, afiliándose al Partido Comunista de España en 1938.
Tras el final de la guerra, Orłowski fue internado en los campos de concentración de Francia y privado de la ciudadanía polaca, por lo que en 1941 partió hacia la Unión Soviética, sirviendo entre 1942 y 1943 en el Ejército Rojo en plena Segunda Guerra Mundial. 
En agosto de 1944 fue enviado al Ejército Popular Polaco, desde donde se unió a la Milicja Obywatelska en septiembre de ese año. El 12 de septiembre de 1944 asumió el cargo de jefe del departamento de Personal de la Jefatura Provincial de Policía de Rzeszów, y el 7 de abril de 1945 fue nombrado comandante adjunto de la Jefatura Provincial de Policía de Rzeszów para operaciones. Desde el 9 de agosto de 1945 fue comandante de la Jefatura de Policía Provincial de Rzeszów, y desde el 1 de julio de 1947 fue comandante de la Jefatura de Policía Provincial de Rzeszów. El 15 de abril de 1948 fue nombrado comandante de la Jefatura de Policía Provincial de Breslavia y del 1 de febrero de 1952 al 14 de diciembre de 1954 dirigió el 4º departamento de la Jefatura de Policía de Varsovia.  Paralelamente a su trabajo en la policia, participó activamente en la política: fue miembro de la junta ejecutiva del Comité Provincial del Partido Obrero Unificado Polaco en Rzeszów (1945-1949) y de la junta ejecutiva del Comité Provincial del Partido Obrero Unificado Polaco en Breslavia (1949-1952).
Orłowski fue enterrado en el cementerio militar de Powązki en Varsovia.

## Premios
- Cruz de Caballero de la Orden Polonia Restituta (10 de octubre de 1945).[5]
- Cruz de Oro al Mérito (4 de octubre de 1946).[6]